# Lowell Bergman

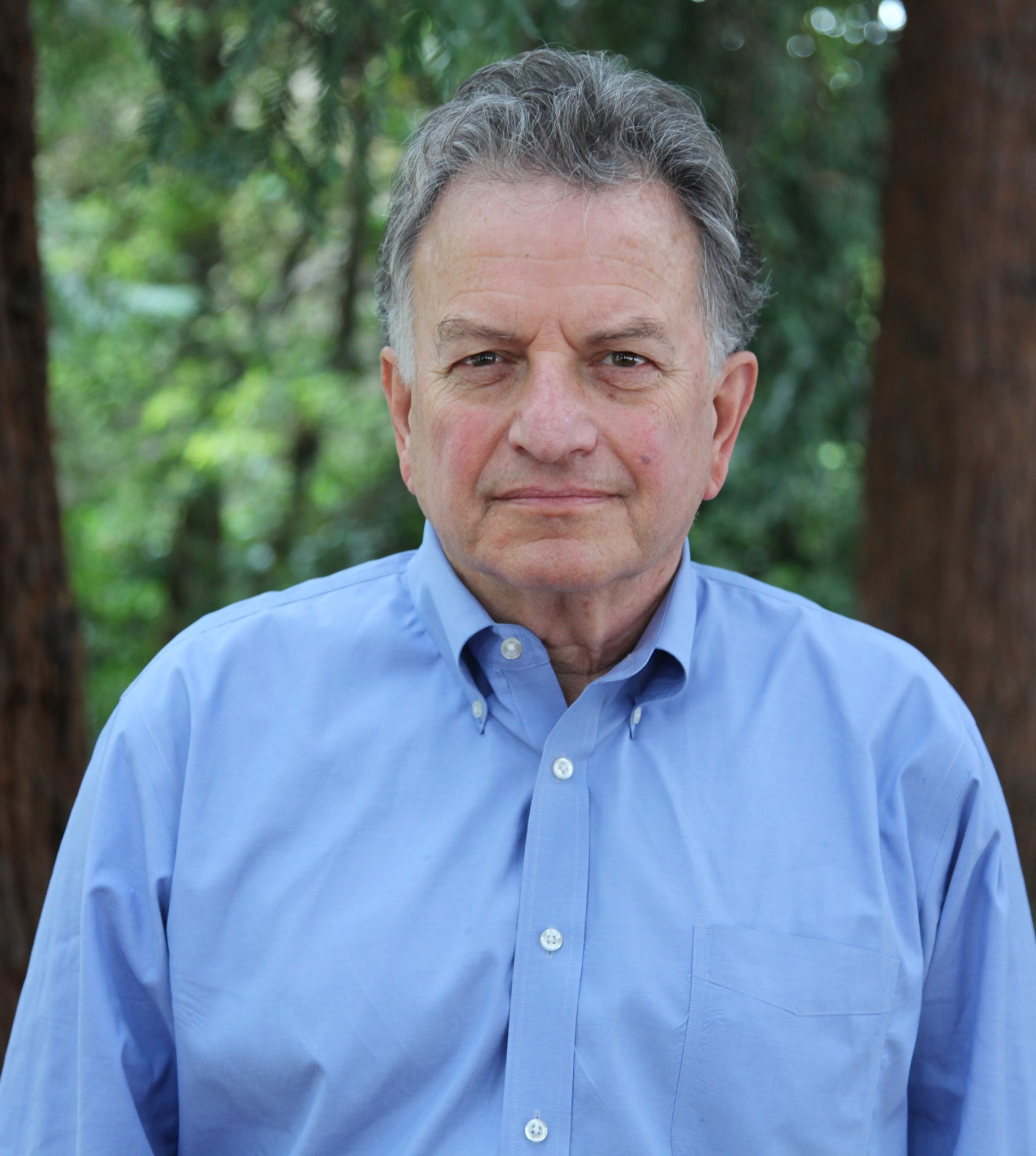
Lowell Bergman als Lehrender an der University of California, Berkeley

Lowell Bergman (* 24. Juli 1945 in Madison, Wisconsin) ist US-amerikanischer Reporter und Fernsehproduzent.

## Arbeit
Bergman arbeitet als Journalist für die New York Times und produziert Dokumentationen für den Public Broadcasting Service. Er ist bekannt für seine Recherchen und Enthüllungen zu brisanten Themen. Weiterhin hält er als Gastprofessor an der UC Berkeley Graduate School of Journalism einen Lehrgang zum Thema Investigativer Journalismus.

## Fernsehkarriere
Von 1978 bis 1983 arbeitete Bergman für die ABC-News. 1983 wechselte er zu den CBS-News und war dort über 14 Jahre mitverantwortlich für die Sendung 60 Minutes. Hier produzierte er unter anderem Beiträge zur Organisierten Kriminalität, zum internationalen Waffenhandel und über den Golfkrieg. Er führte auch das erste Interview für eine US-amerikanische Fernsehsendung mit der damaligen Führung der Hisbollah.

### Der Fall Brown & Williamson
Am 4. Februar 1996 wurde Jeffrey Wigand als Informant der Sendung 60 Minutes bekannt. Demnach hatte der Tabakkonzern Brown & Williamson systematisch das Gesundheitsrisiko der von ihnen hergestellten Zigaretten verheimlicht. Für seine Aussagen erhielten er und seine Familie anonyme Morddrohungen. Ohne den hartnäckigen Einsatz von Lowell Bergman und das Vertrauensverhältnis zu seinem Informanten wäre der Fall nie der Öffentlichkeit bekannt geworden. Bergmans Hintergrundberichte zur Tabakindustrie und -lobby waren die Vorlage für den Kinofilm Insider (1999), in dem Al Pacino Bergman darstellte.

## Auszeichnungen
Bergman erhielt für seine Arbeiten verschiedene Auszeichnungen. Neben mehreren Emmy-Ehrungen erhielt er zusammen mit der New York Times 2004 den Pulitzer-Preis in der Kategorie Dienst an der Öffentlichkeit.